# Kurt von Falkowski
Kurt von Falkowski ( 1886 - 1953 ) est un général de la Luftwaffe de la Seconde Guerre mondiale. Il commanda notamment la Luftwaffen-Bau-Brigade I en 1942.

## Biographie
Kurt von Falkowski naît le 3 novembre 1886 à Metz, une ville de garnison animée d'Alsace-Lorraine. Avec sa ceinture fortifiée, Metz est alors la première place forte du Reich allemand, constituant une pépinière d'officiers supérieurs et généraux. Comme ses compatriotes Bodo Zimmermann et Otto Schumann, le jeune Kurt s'engage donc naturellement, le 22 mars 1906, comme Fahnenjunker. Kurt von Falkowski est promu Leutnant, sous-lieutenant, au 1er régiment d'artillerie à pied, où il sera affecté comme officier jusqu'en février 1912. D'octobre 1908 à août 1909, von Falkowski est détaché à l'académie technique militaire, puis à l'école de tir d'artillerie de campagne et d'artillerie à pied de Jüterbog de septembre 1909 à février 1910. Il est détaché en lycée militaire jusqu'en 1911. En février 1912, Kurt von Falkowski est détaché au 52e régiment d'artillerie de campagne. En octobre 1913, Falkowski est affecté, comme Bataillons-Adjutant au 1er régiment d'artillerie à pied, où il est promu Oberleutnant, lieutenant. 

### Première Guerre mondiale
Lorsque la Première Guerre mondiale éclate, le lieutenant von Falkowski sert toujours au 1er régiment d'artillerie à pied. Il y est promu Hauptmann, capitaine, le 18 décembre 1915. Chef de compagnie au 133e Fuß-Artillerie-Bataillon, Kurt von Falkowski est nommé commandant du 61e Fuß-Artillerie-Bataillon en février 1917. Il commande ce bataillon jusqu'en mars 1919. Lors de la guerre, il reçut la Ritterkreuz des königlich Hausordens von Hohenzollern mit Schwertern, la croix de chevalier de l'ordre de Hohenzollern.

### Entre-deux-guerres
La Deutsches Heer étant dissoute, Kurt von Falkowski s'engage dans la police, en janvier 1920, avec le grade de Polizei-Hauptmann, capitaine de police. Affecté d'abord à Hanovre, il est ensuite muté à Berlin. Poursuivant sa carrière à Berlin, il est nommé commandant de la Landespolizei-Reiterschule à Krefeld en novembre 1931. En mars 1934, Kurt von Falkowski est nommé commandant de la Landespolizei-Reiter-Abteilung à Düsseldorf. En janvier 1935, le commandant von Falkowski est nommé instructeur à la Landespolizei-Reiterschule de Potsdam. 
Comme de nombreux officiers de police, Kurt von Falkowski intègre la nouvelle Luftwaffe en août 1935, avec le grade de Oberst, colonel. Après un passage dans les services du Generalluftzeugmeister, Falkowski est nommé commandant de la Luftzeuggruppe V à Munich, poste qu'il occupe jusqu'en novembre 1936. Il prend ensuite le commandement du district militaire de Passau. 

### Seconde Guerre mondiale
Lorsque la Seconde Guerre mondiale éclate, Kurt von Falkowski assure toujours le commandement du district militaire de Passau. Le 16 mars 1941, von Falkowski prend la tête de la Luftwaffen-Bau-Brigade I, commandement qu'il assure jusqu'au 30 novembre 1942. À ce poste, Falkowski est promu Generalmajor, général de brigade, le 1er novembre 1941. Ayant définitivement quitté le service actif, le général von Falkowski ne reprendra plus de commandement avant la fin de la guerre.
Kurt von Falkowski décédera le 1er avril 1953, à Einbeck, en Basse-Saxe.

## Distinctions
- Ritterkreuz des Königlichen Hausorden von Hohenzollern mit Schwertern.
- Eisernes Kreuz 1914,  IIe et Ire classes.
- Ehrenkreuz für Frontkämpfer.
- Wehrmacht-Dienstauszeichnung IVe à Ire classes.
- Medaille zur Erinnerung an den 1. Oktober 1938
- Kriegsverdienstkreuz mit Schwertern, IIe et Ire classes.